# Cyclostomata
Cyclostomes
Ne doit pas être confondu avec Cyclostomatida.
«  Cyclostome » redirige ici. Pour les autres significations, voir Cyclostome (homonymie).
Clade
Classes de rang inférieur
- Myxini
- Hyperoartia
- †Conodonta ?

Synonymes
- Agnathostomata
- Cyclostomi
- Marsipobranchii

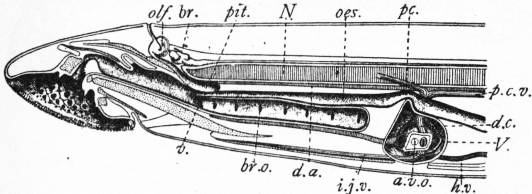
Coupe longitudinale à travers la partie antérieure de Petromyzon (article sur les Cyclostomata dans la version de 1911 de Encyclopædia Britannica, vol. 7, pp. 687–688).

La bouche d'une lamproie est ronde et munie de "dents" cornées formées de kératine.

Cyclostomata (les Cyclostomes) est un groupe de poissons agnathes (une super-classe de Vertébrés dépourvus de mâchoire). 
Du fait qu'il regroupe des animaux comme les myxines, qui n'étaient pas considérées comme des vertébrés, et les lamproies (vertébrés basaux), ils ont longtemps été considérés comme un groupe paraphylétique. Mais les dernières études génétiques confirment que les lamproies sont plus proches des myxines que des gnathostomes (les vertébrés à mâchoire) et que les myxines seraient des vertébrés qui ont perdu des caractères ancestraux,,. 
Le groupe des cyclostomes remonte au Dévonien.
Le nom admet un homonyme, Cyclostomata Busk, 1852 (Animalia, Bryozoa) = Cyclostomatida Busk, 1852, au rang de l'ordre.

## Classification
Seules deux formes actuelles appartiennent au groupe des cyclostomes : les lamproies (Petromyzontida) et les myxines (classe Myxini). 
Certains chercheurs considèrent le groupe fossile des conodontes comme des vertébrés similaires en apparence aux cyclostomes, bien que l'analyse phylogénétique sur des caractères physiques suggère qu'ils sont très éloignés de ces groupes. L'application de techniques récentes de spectrométrie permettant de détecter la présence de kératine à l'état fossile conduit à l'inverse à les mettre à la base du groupe des cyclostomes.
Selon Terril et al., 2018, les conodontes sont à la base du groupe des cyclostomes:
|             | Conodonta                                                                   |
|             |                                                                             |
|             | \| \| Myxines \| \| \| \| \| Hyperoartia \| Lamproies \| \| \| Lamproies \| |
|             |                                                                             |
|             | Myxines                                                                     |
|             |                                                                             |
| Hyperoartia | Lamproies                                                                   |
|             | Lamproies                                                                   |

|             | Myxines   |
|             |           |
| Hyperoartia | Lamproies |
|             | Lamproies |

|  | Heterostraci, Osteostraci et gnathostomes |
|  |                                           |

|             | Conodonta                                                                   |
|             |                                                                             |
|             | \| \| Myxines \| \| \| \| \| Hyperoartia \| Lamproies \| \| \| Lamproies \| |
|             |                                                                             |
|             | Myxines                                                                     |
|             |                                                                             |
| Hyperoartia | Lamproies                                                                   |
|             | Lamproies                                                                   |

|             | Myxines   |
|             |           |
| Hyperoartia | Lamproies |
|             | Lamproies |

|  | Heterostraci, Osteostraci et gnathostomes |
|  |                                           |

## Description
Les myxines et lamproies partagent des caractères morphologiques ancestraux à tous les crâniates, qui seront perdus chez les gnathostomes (pourvus de mâchoires). Leur bouche rudimentaire, qui se comporte comme une ventouse, ne possède pas de mâchoire, et ne peut donc pas modifier son ouverture, contrairement aux Gnathostomata dont les mâchoires permettent la prédation de proies de plus grande taille et mobiles. Leur squelette est cartilagineux et composé d'une capsule crânienne et d'une chorde dorsale. Cette dernière supporte quelques éléments cartilagineux, dont un squelette branchial qui supporte les branchies.
Ces organismes sont exclusivement adaptés au milieu marin dulçaquicole (ne vit qu'en eau douce). Les myxines vivent enfouies dans la vase où elles se nourrissent de poissons, tandis que les lamproies sont des parasites hématophages de poissons et crustacés. Elles se différencient aussi par leur développement, direct pour les myxines et indirect (stade larvaire) pour les lamproies. 

## Sous-taxons
Selon Paleobiology Database (28 janvier 2021), il y a trois sous-divisions :
- Hypospondyli
- Palaeospondyli
- Petromyzontides

Selon BioLib (23 janvier 2021), il y a deux sous-divisions actuelles et trois taxons fossiles :
- classe Cephalaspidomorphi
- classe Myxini (Carbonifère: Pennsylvanien – récent)

## Génétique
Les études génétiques montrent qu'un ancêtre commun des Cyclostomes a subi une triplication de son génome, après la duplication commune à tous les Vertébrés. En revanche les Cyclostomes n'ont pas subi de seconde duplication, contrairement aux Gnathostomes (les Vertébrés à mâchoire).